# Viola szetschwanensis
Viola szetschwanensis är en violväxtart som beskrevs av Wilhelm Becker och H. Boissieu. Viola szetschwanensis ingår i släktet violer, och familjen violväxter. Inga underarter finns listade i Catalogue of Life.